# Lantzville
Lantzville ist eine Gebietsgemeinde („District Municipality“) in der kanadischen Provinz British Columbia. Die Gemeinde gehört zum Regional District of Nanaimo und liegt an der Ostküste von Vancouver Island.

## Lage
Die Gemeinde liegt an der Küste der Straße von Georgia etwa 15 km nordwestlich von Nanaimo, bzw. etwa 25 km ostsüdöstlich von Parksville. Die Gemeinde wird südwestlich vom Highway 19, dem „Vancouver Inland Island Highway“, sowie dem Highway 19A, dem „Island Highway“, passiert.

## Geschichte
Lange bevor dieses Gegend von europäischstämmigen Einwanderern und Holzfällern besiedelt wurde, war sie Siedlungs- und/oder Jagdgebiet verschiedener Stämme der First Nations, hier hauptsächlich der Nanoose, einer Gruppe der Küsten-Salish.
Am 1. Mai 1923 wurde in der heutigen Gemeinde ein „Post Office“ eröffnet. Bis 1929 wurde die Siedlung nach einer hier bestehenden Kohlemine als „Grant's Mine“ bezeichnet. Seitdem ist die Siedlung nach einem US-amerikanischen Besitzer von nahegelegenen Kohleminen, Fraser Harry Lantz, benannt.
Am 25. Juni 2003 erfolgte die Zuerkennung der kommunalen Selbstverwaltung für die Gemeinde (incorporated als District Municipality).

## Demographie
Die offizielle Volkszählung, der Census 2016, ergab für die Gemeinde eine Bevölkerungszahl von 3605 Einwohnern, nachdem der Zensus im Jahr 2011 für die Gemeinde noch eine Bevölkerungszahl von 3601 Einwohnern ergab. Die Bevölkerung blieb dabei im Vergleich zum letzten Zensus im Jahr 2011 mit einer Abnahme von 0,1 % nahezu unverändert und sich damit deutlich entgegen dem Provinzdurchschnitt, mit einer Bevölkerungszunahme in British Columbia um 5,6 %, entwickelt. Im Zensuszeitraum 2006 bis 2011 hatte die Einwohnerzahl in der Gemeinde deutlich entgegen der Entwicklung in der Provinz um 1,6 % abgenommen, während sie im Provinzdurchschnitt um 7,0 % zunahm.
Für den Zensus 2016 wurde für die Gemeinde ein Medianalter von 51,1 Jahren ermittelt. Das Medianalter der Provinz lag 2016 bei nur 43,0 Jahren. Das Durchschnittsalter lag bei 46,2 Jahren, bzw. bei 42,3 Jahren in der Provinz. Zum Zensus 2011 wurde für die Gemeinde noch ein Medianalter von 49,9 Jahren ermittelt. Das Medianalter der Provinz lag 2011 bei nur 41,9 Jahren.

## Verkehr
Öffentlicher Personennahverkehr wird örtlich und regional durch Buslinien des „Regional District of Nanaimo Transit System“ angeboten, welches von BC Transit in Kooperation betrieben wird. Dazu gehören neben Verbindungen nach Nanaimo auch Verbindungen zum Campus der Vancouver Island University, dem Flughafen Nanaimo und dem Departure Bay Ferry Terminal. Die Buslinien verbindet die Gemeinde auch mit Parksville und Qualicum Beach.